# Robert Enrico

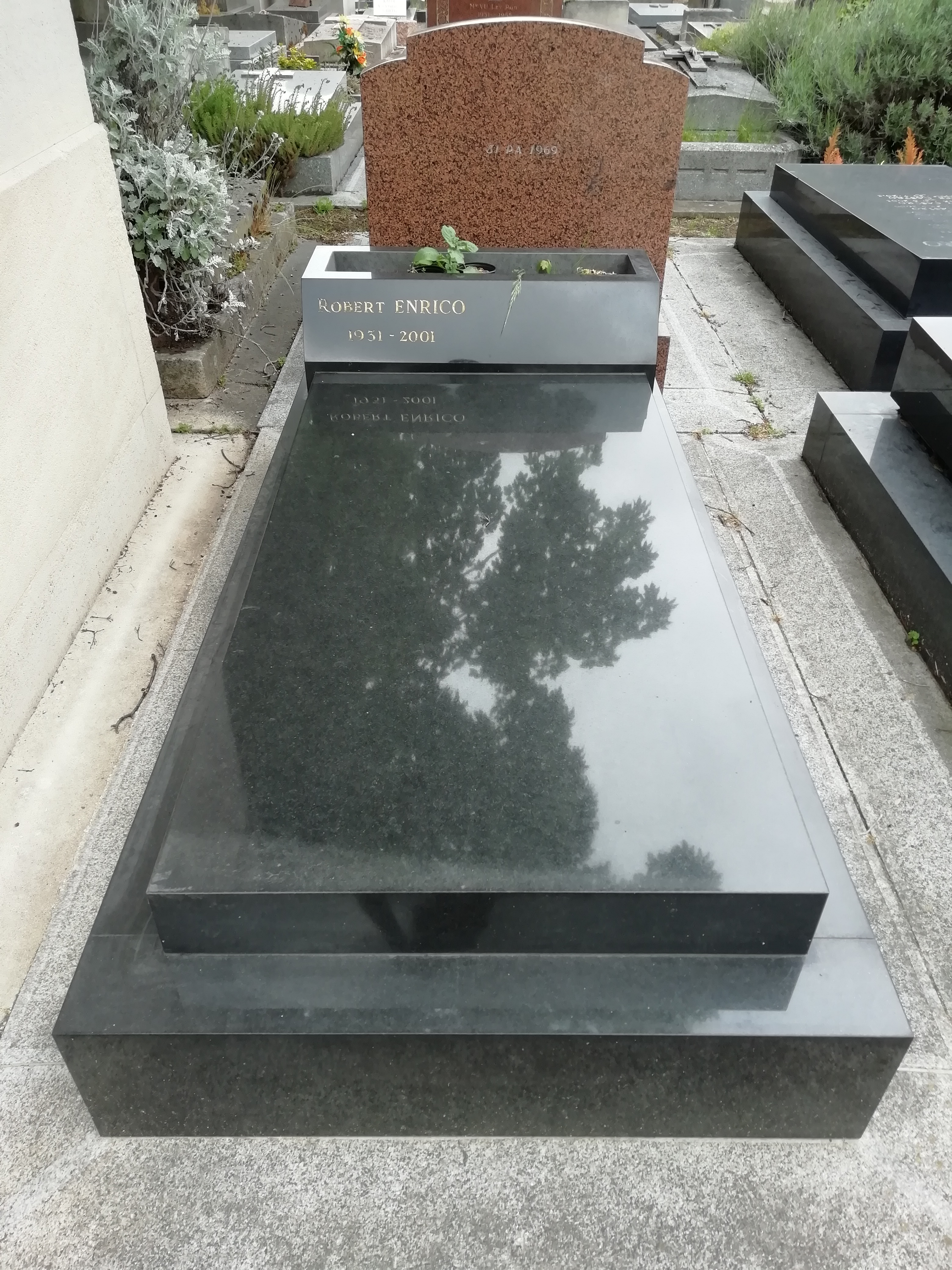
Tomba de Robert Enrico al cementiri de Montparnasse.

Robert Enrico (Liévin, Pas-de-Calais, 13 d'abril de 1931 − París, 23 de febrer de 2001) va ser un guionista i director de cinema francès.

## Biografia
Nascut al Nord de França, Gino Robert Enrico creix a Toló on els seus pares tenen una botiga de bicicletes.

Diplomat per l'IDHEC el 1951 (secció realització), es dedica en principi al muntatge i a la realització de curtmetratges encarregats per empreses: 
| « | Recordo haver conegut François de Roubaix al començament de la meva carrera. Treballava llavors com a muntador i ajudant de direcció en curtmetratges d'encàrrec dirigits per Marcel Ichac el productor executiu del qual era Paul de Roubaix. François s'interessava molt per aquests rodatges i es trobava sempre allà per seguir la fabricació i l'evolució d'aquestes petites pel·lícules. Era un apassionat de les tècniques de la imatge. Llavors, el seu pare em va proposar la realització d'una primera pel·lícula: L'Or de la Durance. | » |

Ha presidit l'Acadèmia dels Arts i Tècniques del Cinema, la Societat dels realitzadors de cinema, la Comissió Societat d'autors i compositors dramàtics de França (SACD) i la Federació europea dels directors audiovisuals.
Casat en primers noces amb l'actriu Lucienne Hamon, després amb la muntadora i guionista Patricia Nény, té tres fills, entre els quals Jérôme, el director de Paulette.
Patint d'un càncer del pulmó des de 1998, mor tres anys més tard als 69 anys. Reposa al cementiri de Montparnasse.

## Filmografia[3]

### Director i guionista
- 1956: Jehanne
- 1961: La Rivière du hibou
- 1962: Au cœur de la vie
- 1962: La Belle Vie
- 1964: Contre point
- 1965: Les Grandes Gueules
- 1967: les Aventuriers
- 1967: Tante Zita
- 1968: Ho !
- 1971: El bulevard del rom (Boulevard du rhum)
- 1971: Un peu, beaucoup, passionnément... (també dialoguista)
- 1972: Les Caïds
- 1974: Le Secret
- 1975: El vell fusell (Le Vieux Fusil)
- 1976: Un neveu silencieux (guionista: Paul Savatier)
- 1977: Coup de foudre (inacabada, coguionista amb Pascal Jardin)
- 1979: L'Empreinte des géants
- 1983: Au nom de tous les miens (també productor)
- 1985: Zone rouge
- 1987: De guerre lasse
- 1989: La Révolution française (primera part: Les Années lumières)
- 1991: Vent d'est (coguionista amb Frédéric H. Fajardie)
- 1999: Fait d'hivernnnn

### Director
- 1956: A chacun son paradis
- 1961: L'Oiseau moqueur
- 1962: Chickamauga
- 1980: Pile ou face
- 1996: Saint-Exupéry: La Dernière Mission

## Premis i nominacions[4]

### Premis
- 1960: Premi especial a les 6es Journées internationales du film de court-métrage a Tours per Thaumetopoea
- 1963: Conquilla d'argent al millor director al Festival de Sant Sebastià per La Belle Vie
- 1964: Premi Jean-Vigo per La Belle Vie
- 1964: Oscar al millor curtmetratge per La Rivière du hibou
- 1976: César a la millor pel·lícula per Le Vieux Fusil

### Nominacions
- 1976: César al millor director per Le Vieux Fusil
- 1976: César al millor guió original o adaptació per Le Vieux Fusil
- 1984: César al millor guió adaptat per Au nom de tous les miens

## Autobiografia
- Robert Enrico, Au cœur de ma vie (versió definitiva i muntatge final per Gérard Langlois). Saint-Cyr-sur-Loire: C. Pirot, coll. « Cinema », 2005. 317 p.,. ISBN 2-86808-225-4.